# Kunstsammlung Nordrhein-Westfalen

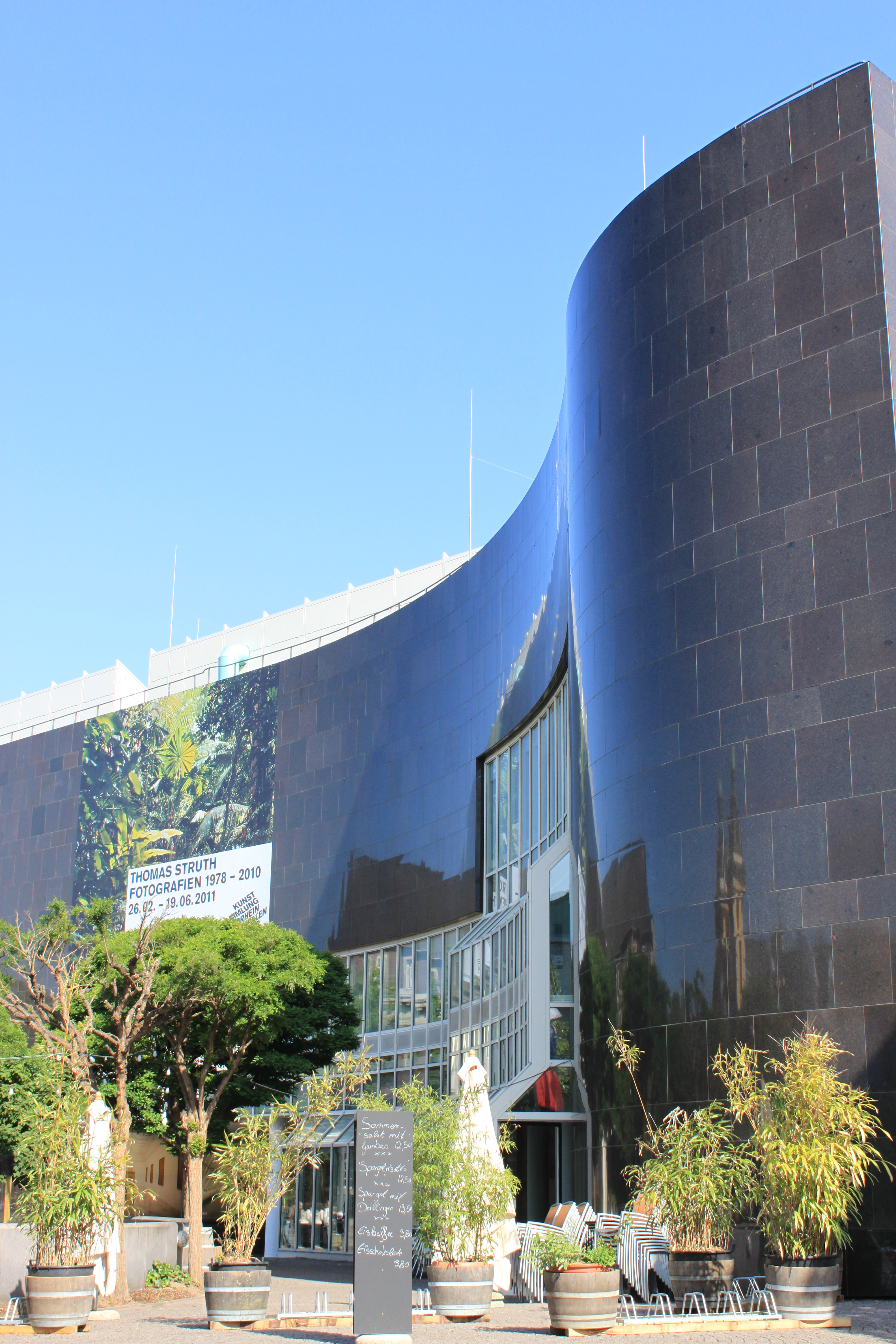
K20, Grabbeplatz

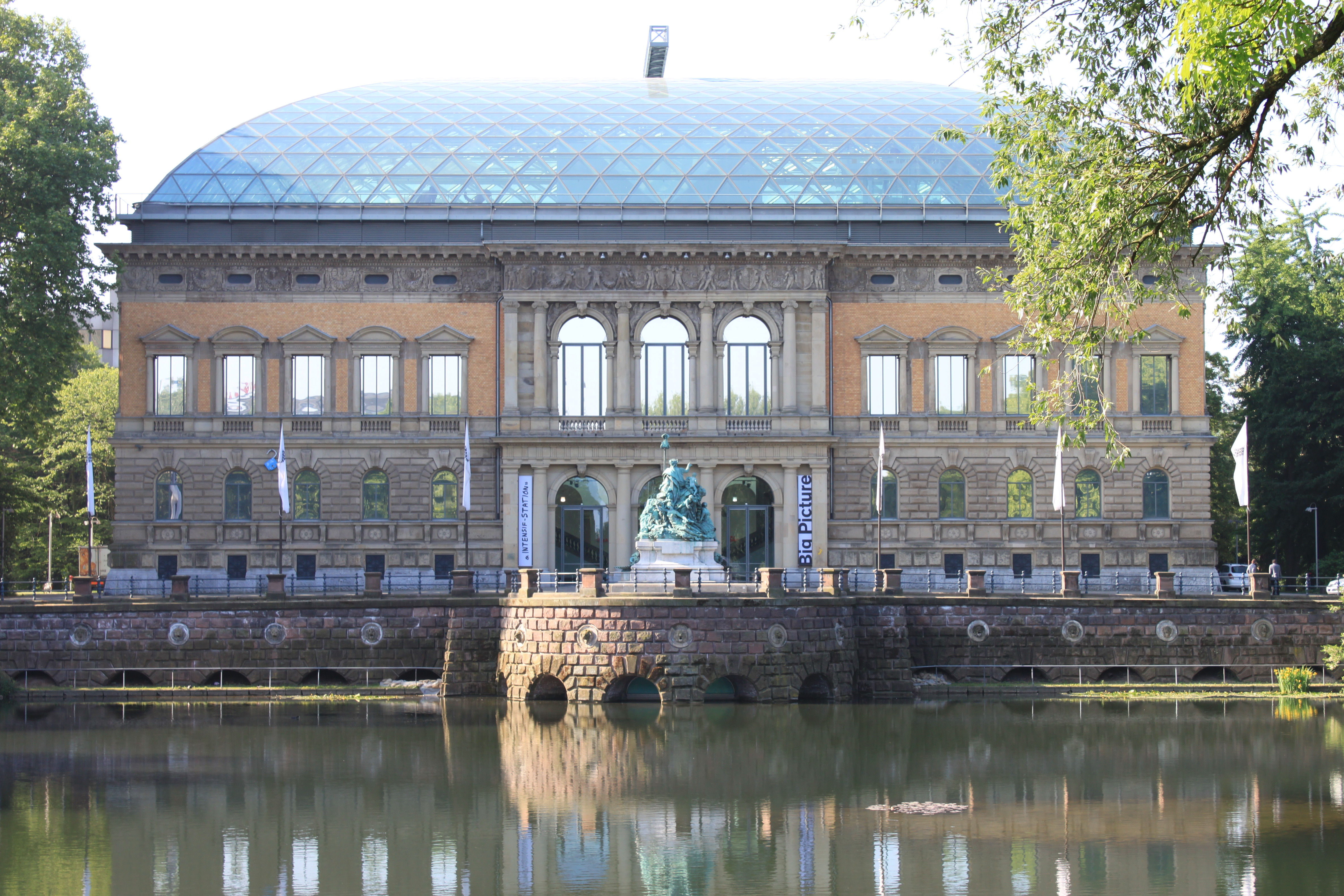
K21, Ständehaus

De Kunstsammlung Nordrhein-Westfalen is de eigen kunstcollectie van de deelstaat Noordrijn-Westfalen, gevestigd in de hoofdstad Düsseldorf. Deze kunstinstelling omvat drie vestigingen: K20 aan de Grabbeplatz 5, K21 in het Ständehaus in de Ständehausstraße 1 en het Schmela-Haus in de Mutter-Ey-Straße 3. De Kunstsammlung is in 1961 door de regering van de deelstaat als privaatrechtelijke stichting opgericht met als doel, een openbare collectie bijeen te brengen en tentoon te stellen.
In de 50 jaar van haar bestaan heeft de Kunstsammlung Nordrhein-Westfalen zich internationaal als museum voor kunst van de 20ste eeuw geprofileerd. De basis voor de collectie werd gelegd met de aankoop van werken van Paul Klee, maar inmiddels is deze collectie uitgebreid met actuele kunst. Het gebouw aan de Grabbeplatz (K20) met zijn karakteristieke voorgevel uit zwart graniet werd in 1989 geopend. In 2010 werd een omvangrijke nieuwe aanbouw voltooid.
Door de bijzondere kwaliteit van deze collectie, met werken van onder meer Pablo Picasso, Henri Matisse en Piet Mondriaan en circa 100 tekeningen en schilderijen van Paul Klee, kan de bezoeker hier op unieke wijze kennis maken met de klassieke moderne kunst. De naoorlogse Amerikaanse kunst, inclusief de popart, wordt vertegenwoordigd door werken van onder meer Jackson Pollock, Frank Stella, Robert Rauschenberg, Jasper Johns en Andy Warhol. Voorts wordt het karakter van de collectie mede bepaald door werken van kunstenaars zoals Joseph Beuys, Gerhard Richter, Tony Cragg, Christo, Wolf Vostell, Sarah Morris, Katharina Fritsch en Imi Knoebel.
In het voorjaar van 2002 werd als tweede locatie (K21) het Ständehaus aan de Kaiserteich geopend, vroeger de zetel van het parlement van de deelstaat. Hier zijn met name zalen met werkgroepen en installaties van afzonderlijke kunstenaars te zien.
Het Schmela-Haus in de oude binnenstad van Düsseldorf, de Altstadt, fungeert sinds 2009 als platform voor experimenten en lezingen. Dit huis werd door de Nederlandse architect Aldo van Eyck (1918–1999) in opdracht van de galerist Alfred Schmela gebouwd en was het eerste als kunstgalerie ontworpen bouwwerk in de Bondsrepubliek. In het Schmela-Haus, nu officieel een beschermd monument, vinden sinds begin 2011 ook weer tentoonstellingen plaats.
De drie locaties van de Kunstsammlung omvatten samen ruim 10.000 vierkante meter tentoonstellingsoppervlak. Met begeleidende programma’s en speciale projecten ontsluit de educatieve afdeling het openbare kunstbezit voor bezoekers van alle leeftijdscategorieën. Daarvoor staan meerdere ateliers, een media-werkplaats en een in de tentoonstellingsruimte geïntegreerd „laboratorium“ ter beschikking.

## Geschiedenis
De geschiedenis van de Kunstsammlung Nordrhein-Westfalen begon in 1960 met de aankoop van 88 werken van Paul Klee uit het bezit van de Pittsburgse staalondernemer G. David Thompson. Deze aankoop, tot stand gekomen door bemiddeling van de Baselse galerist Ernst Beyeler en onder verantwoordelijkheid van de toenmalige minister-president Franz Meyer, vormde de grondslag voor de stichting, die in 1961 als „Stiftung Kunstsammlung Nordrhein-Westfalen“ werd opgericht. De eerste directeur, van 1962 tot aan zijn pensionering in 1990, was Werner Schmalenbach. Hij bracht een collectie klassieke moderne kunst van bijzonder hoge kwaliteit bijeen, de enige deelstaat-collectie in Duitsland die volledig gewijd is aan moderne kunst. Aanvankelijk was de collectie ondergebracht in het Schloss Jägerhof, maar de beperkte ruimte noopte al spoedig tot het ontwikkelen van nieuwbouwplannen. In 1975 werd een architectuurprijsvraag uitgeschreven die werd gewonnen door het Deense architectenbureau Dissing+Weitling. Het bouwwerk, dat stijlhistorisch kan worden geplaatst tussen de naoorlogse moderne en de postmoderne architectuur, werd op 14 maart 1986 in het bijzijn van de bondspresident geopend en is sindsdien een van de belangrijkste symbolen van het stadsbeeld. Het gebouw met zijn golvende façade uit gepolijste zwarte natuursteen domineert de Grabbeplatz. Het ligt recht tegenover de Düsseldorfse Kunsthalle, die ook plaats biedt aan de Kunstverein für die Rheinlande und Westfalen.
In 1990 volgde Armin Zweite, die tot dan toe directeur van de Städtische Galerie im Lenbachhaus te München was geweest, de eerste directeur op, Werner Schmalenbach. Anders dan zijn voorganger, die zich in hoofdzaak had gericht op de schilderkunst, verwierf Armin Zweite vooral beeldhouwwerken, installaties en foto’s van internationaal topniveau. Op 1 september 2009 ging de artistieke leiding van de Kunstsammlung Nordrhein-Westfalen over op Marion Ackermann, tot dan toe directeur van het Kunstmuseum Stuttgart. Zij staat voor een dynamischere omgang met de collectie en het meer benadrukken van relaties tussen hedendaagse ontwikkelingen en de klassieke moderne kunst. Sinds 1 november 2009 vormt zij samen met de financieel directeur Hagen Lippe-Weißenfeld het stichtingsbestuur.

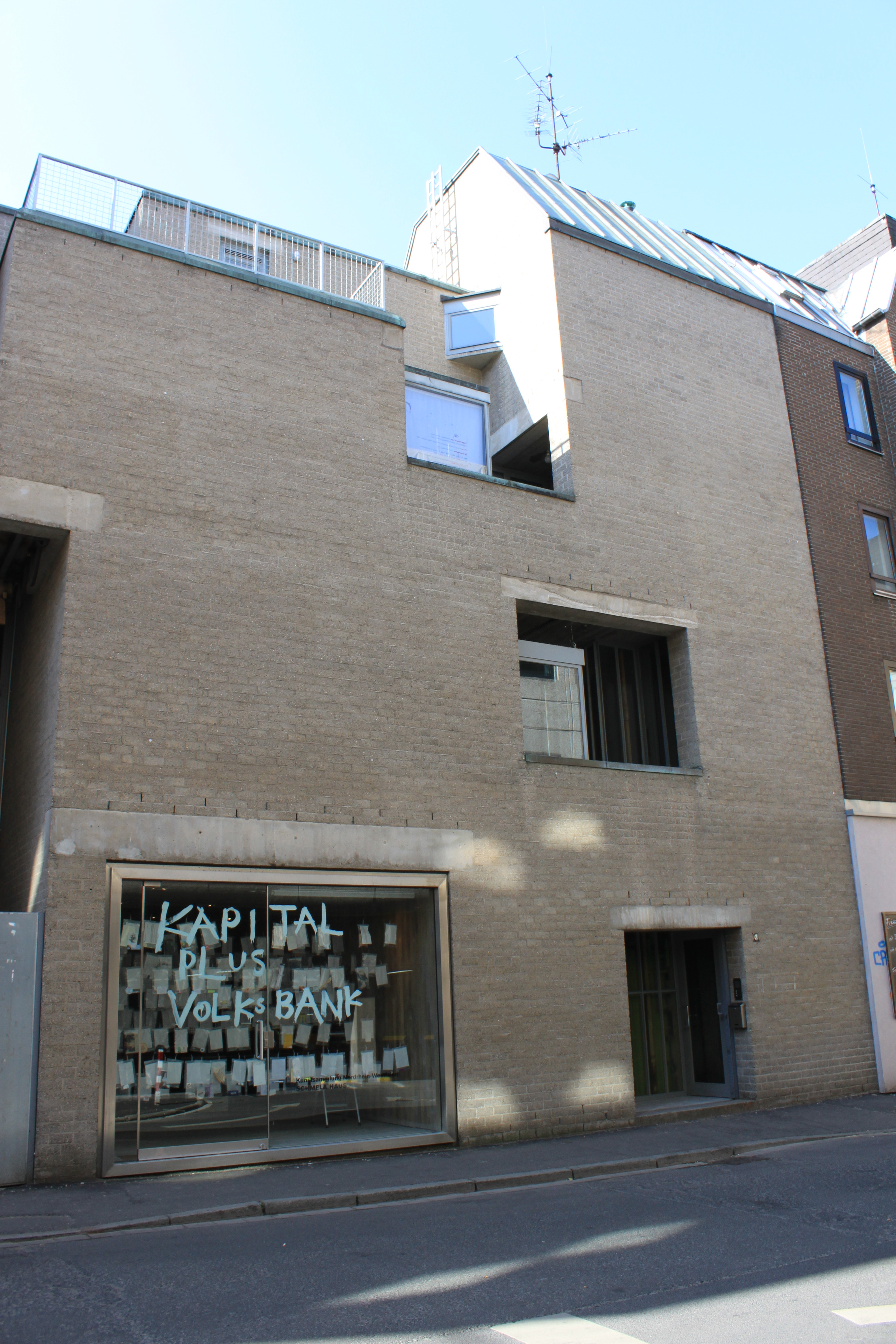
Schmela Haus

Op 12 november 2009 nam de Kunstsammlung ook de voormalige tentoonstellingsruimtes van Galerie Schmela in de oude binnenstad (Mutter-Ey-Straße 3) in gebruik voor tentoonstellingen, discussies en andere activiteiten.
Nadat het hoofdgebouw K20 aan de Grabbeplatz twee jaar lang gesloten was geweest en in die tijd zowel ingrijpend gerenoveerd als ook met een nieuwe aanbouw uitgebreid was, kon het in juli 2010 weer in gebruik worden genomen. Sindsdien is er weer voldoende passende ruimte beschikbaar voor collectie en tentoonstellingen. Als allereersten schiepen de Belg Kris Martin en de Duitser Michael Sailstorfer begaanbare installaties voor de twee nieuwbouwzalen, de Klee Halle en de Konrad und Gabriele Henkel Galerie, die samen bijna 2.000 vierkante meter groot zijn.
Al in de eerste twee weken na de heropening kwamen er, met gratis entree, bijna 60.000 bezoekers binnen. De 100.000ste bezoeker kon al op 21 oktober 2010 worden begroet. Onderdeel van het concept voor een grotere aantrekkingskracht van de Kunstsammlung, die het kunstbezit van de deelstaat nu in grotere omvang dan tot nu toe kan tonen, is ook het grote, veelkleurige wandmozaïek „Hornet“ van de Amerikaanse kunstenares Sarah Morris. Met zijn 27 meter lengte is het een bijzondere attractie op het nieuw ontstane, naar Paul Klee genoemde plein aan de achterzijde van K20 geworden.

Logo Kunstsammlung Nordrhein-Westfalen
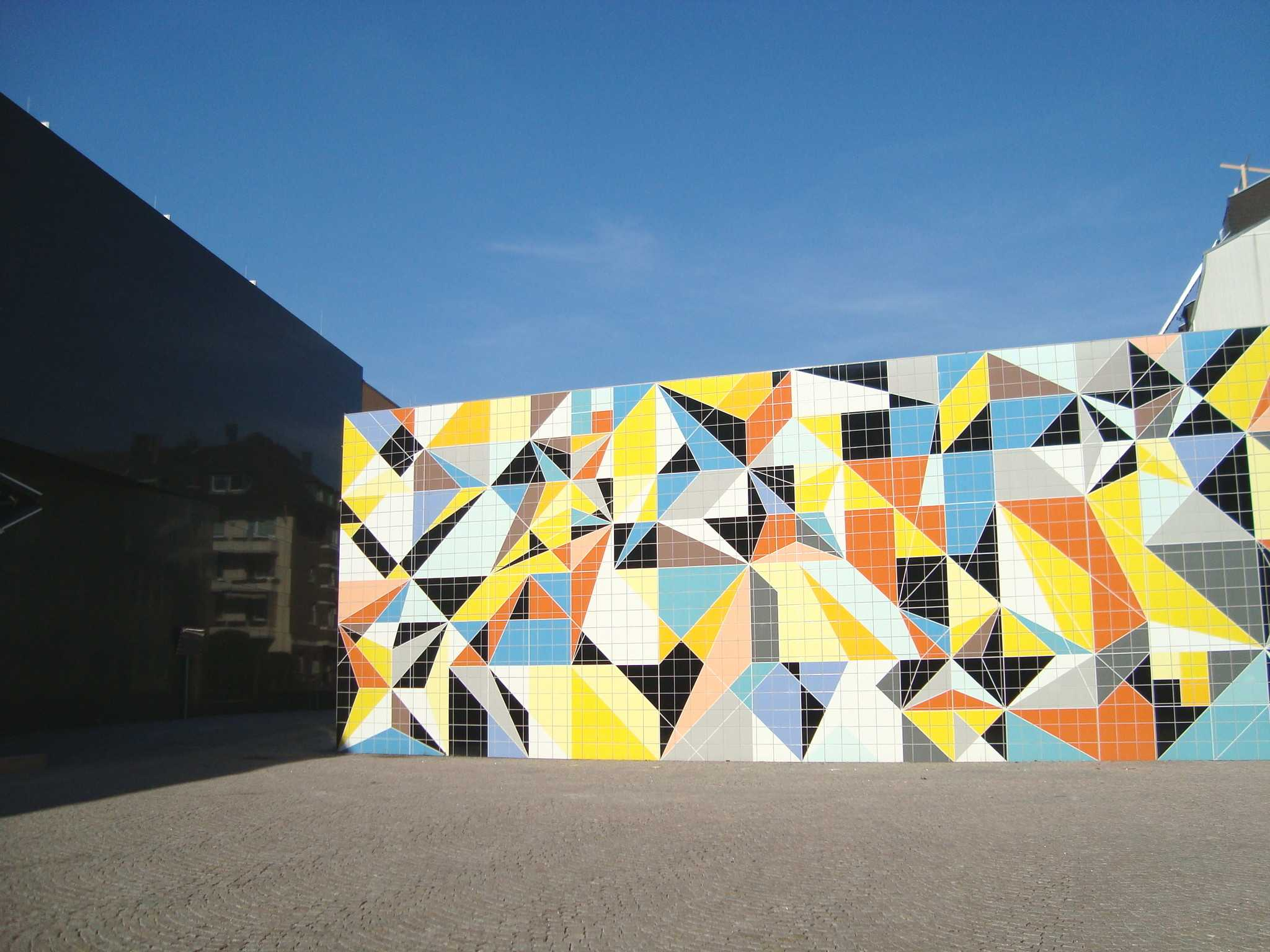
Hornet, Sarah Morris, 2010, Paul-Klee-Platz, K20 Grabbeplatz
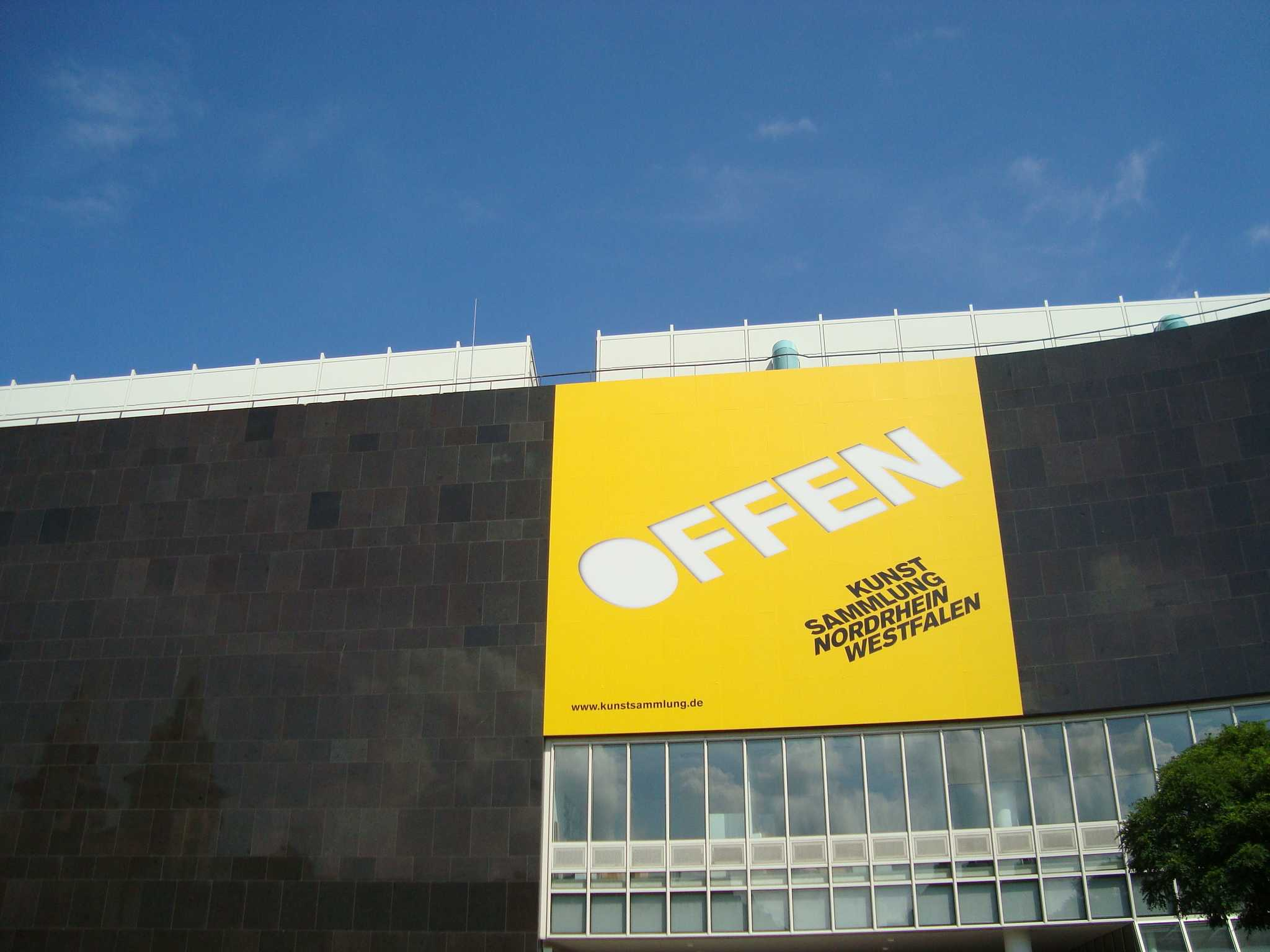
Heropening van de Kunstsammlung, 2010, voorgevel K20 Grabbeplatz
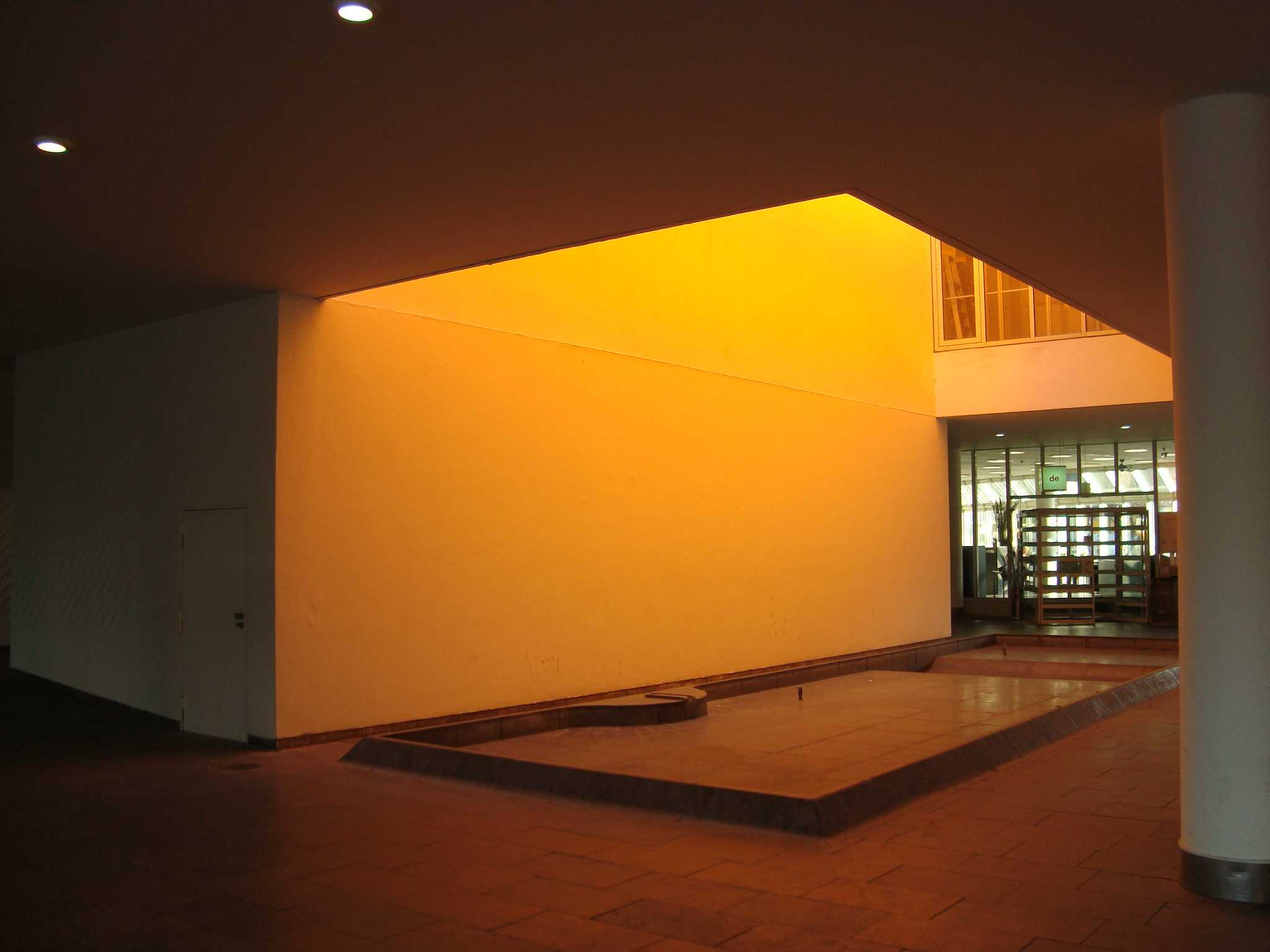
Your natural yellow daylight, Olafur Eliasson, 2010, K20 Grabbeplatz

In de verschillende vestigingen van de Kunstsammlung Nordrhein-Westfalen vinden naast de vaste opstelling ook tentoonstellingen van internationale betekenis plaats. Van 11 september 2010 tot en met 16 januari 2011 was in K20 en het Schmela-Haus onder de titel „Parallelprozesse“ een omvangrijke tentoonstelling met werken van Joseph Beuys te zien. Centraal in deze tentoonstelling, die ruim 100.000 bezoekers trok, stonden grote installaties uit alle periodes van zijn werk. Het was de eerste grote tentoonstelling in het heropende gebouw aan de Grabbeplatz en onderdeel van het Düsseldorfse Quadriennale-programma.

## Architectuur

### K20 Grabbeplatz
Het gebouw van de Kunstsammlung aan de Grabbeplatz 5 met zijn karakteristieke voorgevel van zwart Bornholms graniet werd in 1986 geopend. Het Kopenhaagse architectenbureau Dissing+Weitling realiseerde, in de traditie van de architect Arne Jacobsen, een bouwwerk met eigentijdse details dat de kwaliteit van de kunstwerken benadrukt.
Vanuit de entree komt men in de gelijkvloers gelegen Grabbe-Halle, een pijlerloze tentoonstellingszaal die met 14 meter de hoogste in dit gebouw is. Deze zaal heeft een oppervlakte van 600 vierkante meter en wordt voor tijdelijke tentoonstellingen gebruikt.
De beide etages zijn vanuit de foyer via drie achter elkaar geplaatste, smalle trappen te bereiken. De grote zaal op de eerste verdieping is van bovenlicht voorzien, net zoals de zalen voor de vaste collectie op de tweede verdieping met kunst van de XXe eeuw, vandaar de naam K20.
In 2008 werd de eerste steen voor de nieuwe uitbreiding gelegd, die in juli 2010 werd geopend. Stilistisch sluit het gebouw, dat door hetzelfde architectenbureau werd ontworpen, direct bij het oude gebouw aan.
In de twee jaar die het museum gesloten bleef, werd ook het eerste gebouw grondig gesaneerd en aangepast aan de actuele technische eisen. In de nieuwbouw bevinden zich twee ruime tentoonstellingshallen met een gezamenlijk oppervlak van 2.000 m². De Klee-Halle ligt rechts van de oude foyer en wordt voornamelijk gebruikt voor wisselende tentoonstellingen. Deze zaal heeft een binnenwerkse hoogte van 6,40 m en wordt met 500 museumspots kunstmatig verlicht. Een smalle trap in het achterste deel van de nieuwbouw leidt naar de nieuwe zaal op de eerste verdieping. Het totale oppervlak van de tentoonstellingsruimtes van de Kunstsammlung aan de Grabbeplatz is nu ruim 5.000 m².

### K21 Ständehaus
Het museum in het voormalige Ständehaus aan de Kaiserteich, Ständehausstraße 1, werd op 18 april 2002 onder de naam K21, een verwijzing naar de gerichtheid op kunst van de 21ste eeuw, als uitbreidende locatie van de Kunstsammlung door de toenmalige Duitse bondspresident Johannes Rau geopend.
Het Düsseldorfse Ständehaus werd in de periode 1876-1880 door de architect Julius Raschdorff in neorenaissancistische stijl gebouwd. Jarenlang deed het dienst als domicilie van de Provinciale Staten van de Rijnprovincie. Van 1949 tot 1988 vonden er de parlementszittingen van de deelstaat Noordrijn-Westfalen plaats. Na de verhuizing van dit parlement stond het Ständehaus vele jaren leeg.
De vier vleugels van het gebouw met de rondom doorlopende bogengaanderijen omgeven een centrale, ruime binnenplaats. Het representatieve, historistische bouwwerk werd in een periode van drie jaar volgens een ontwerp van de Münchense architecten Kiessler + Partner verbouwd. Het resultaat was een modern museum met een indrukwekkende transparante overkapping in de vorm van een uit 1919 glasplaten samengesteld afgerond tongewelf dat de esthetische verschijningsvorm van het gebouw domineert.
Terwijl de buitengevel behouden bleef, werden daarbinnen bijna alle constructies verwijderd. Het historische trappenhuis bleef bewaard en geeft toegang tot de galerieën van de drie verdiepingen. De flexibele tentoonstellingshal op de begane grond en de zalen daarboven omvatten samen een oppervlak van 5.300 m².

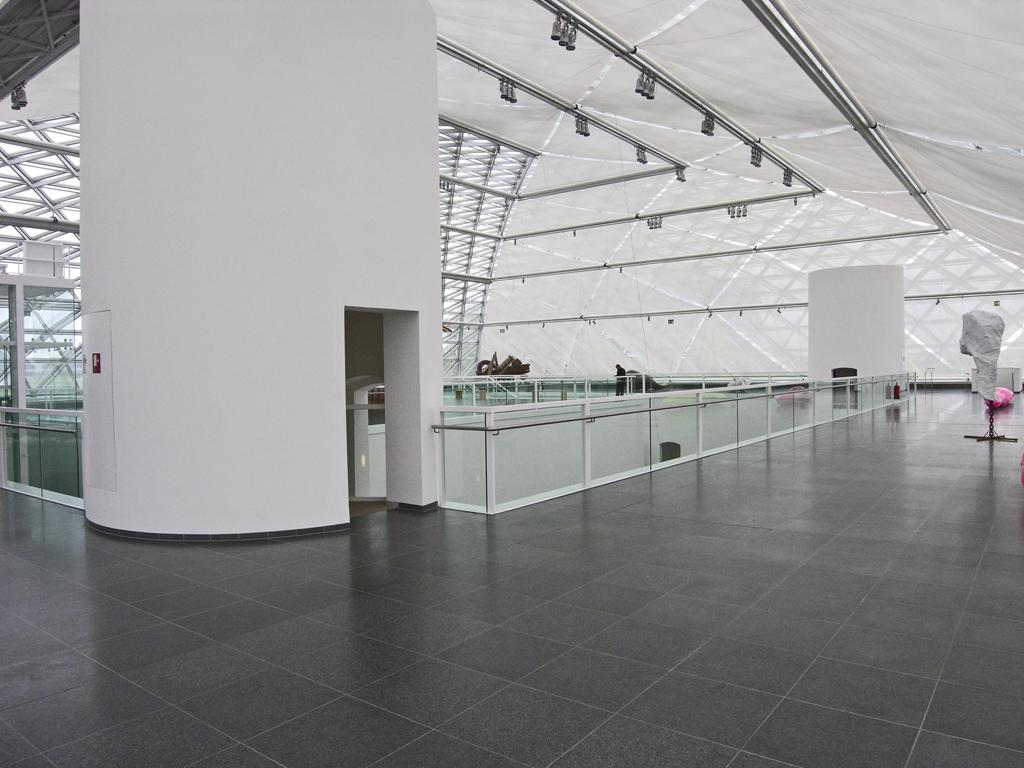
K21, hoogste verdieping
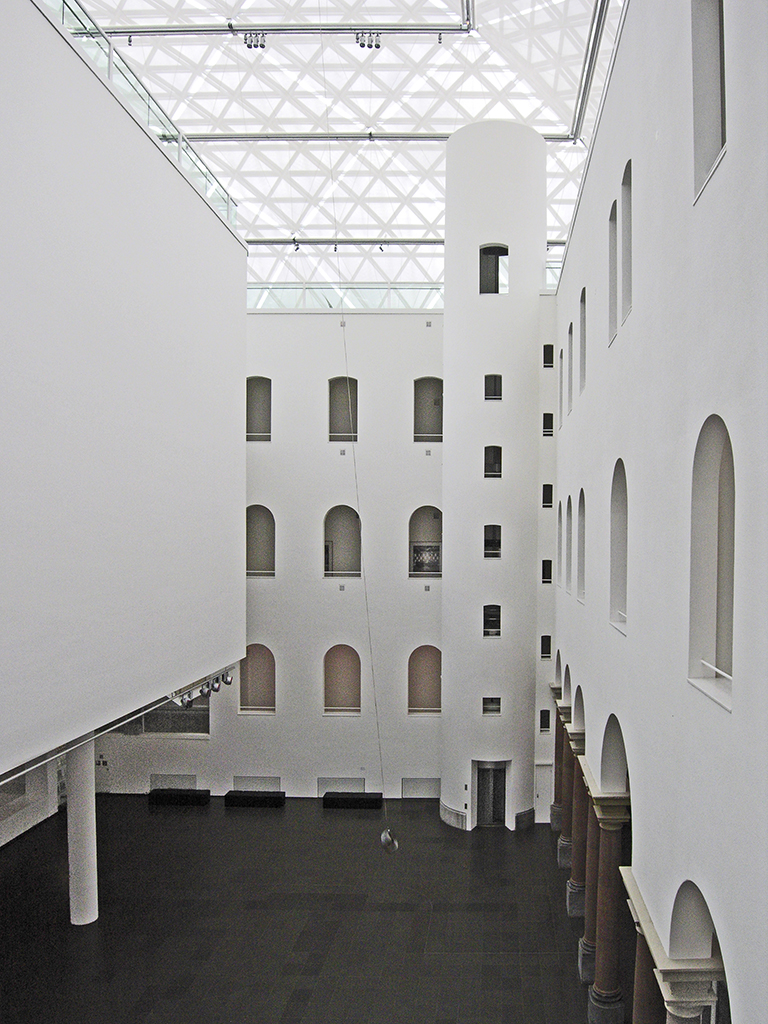
K21, foyer
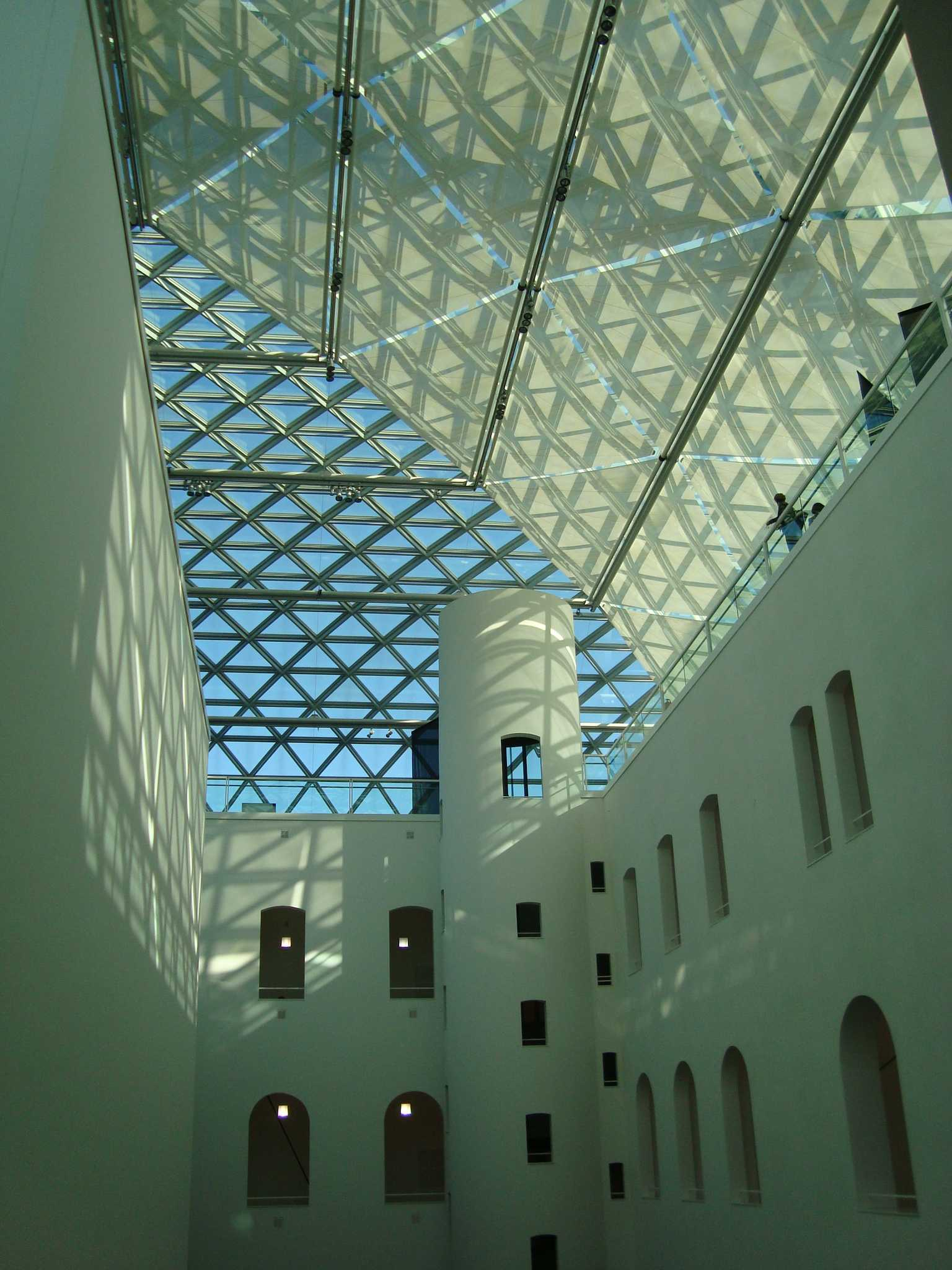
K21, interieur
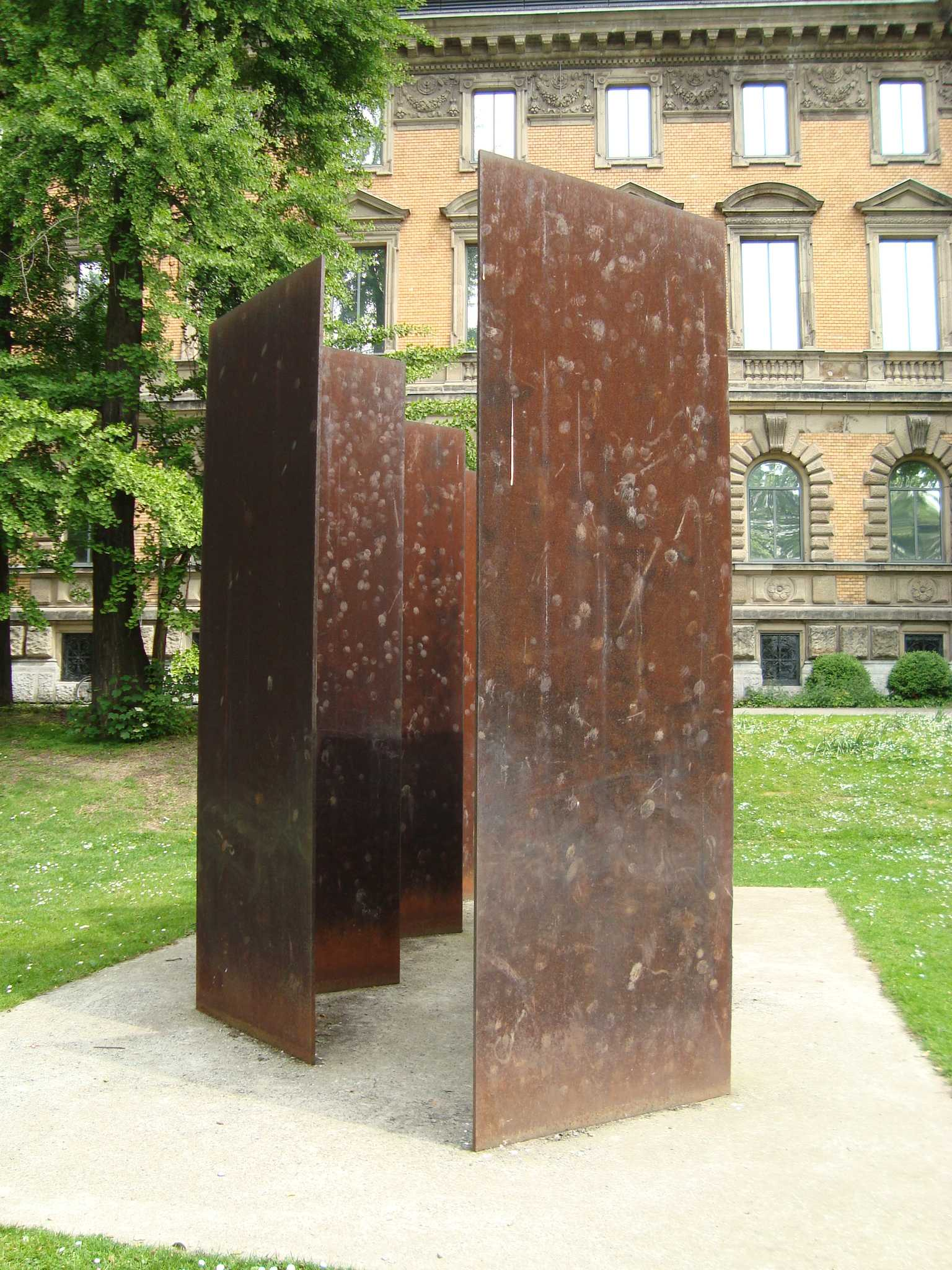
Sculptuur Zim Zum II van Barnett Newman bij K21

### Schmela Haus
Het tegenwoordige Schmela-Haus in de Mutter-Ey-Straße 3 werd ontworpen door de Nederlandse architect Aldo van Eyck (1918–1999), een van de belangrijkste vertegenwoordigers van het structuralistische bouwen. Bij de opening in 1971 was dit huis, dat inmiddels een beschermd monument is, het eerste als kunstgalerie ontworpen bouwwerk in de Bondsrepubliek. Een afwisselend spel van binnen en buiten, maar ook van particuliere en publieke ruimtes karakteriseren dit uit grijs bimsbeton opgetrokken, vijf etages hoge huis. Toen het galeriebedrijf het pand had verlaten, werd het door de deelstaat aangekocht.

## Collectie

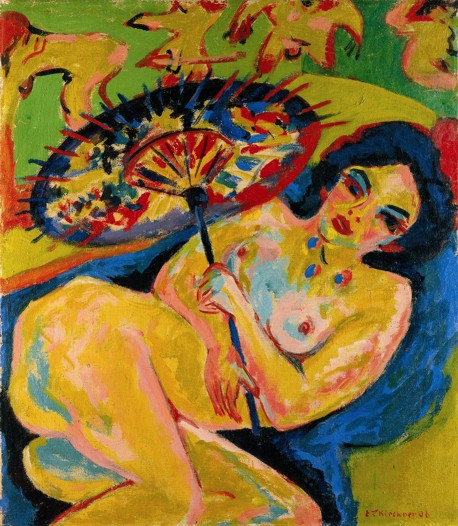
Mädchen unter Japanschirm, Ernst Ludwig Kirchner, 1909

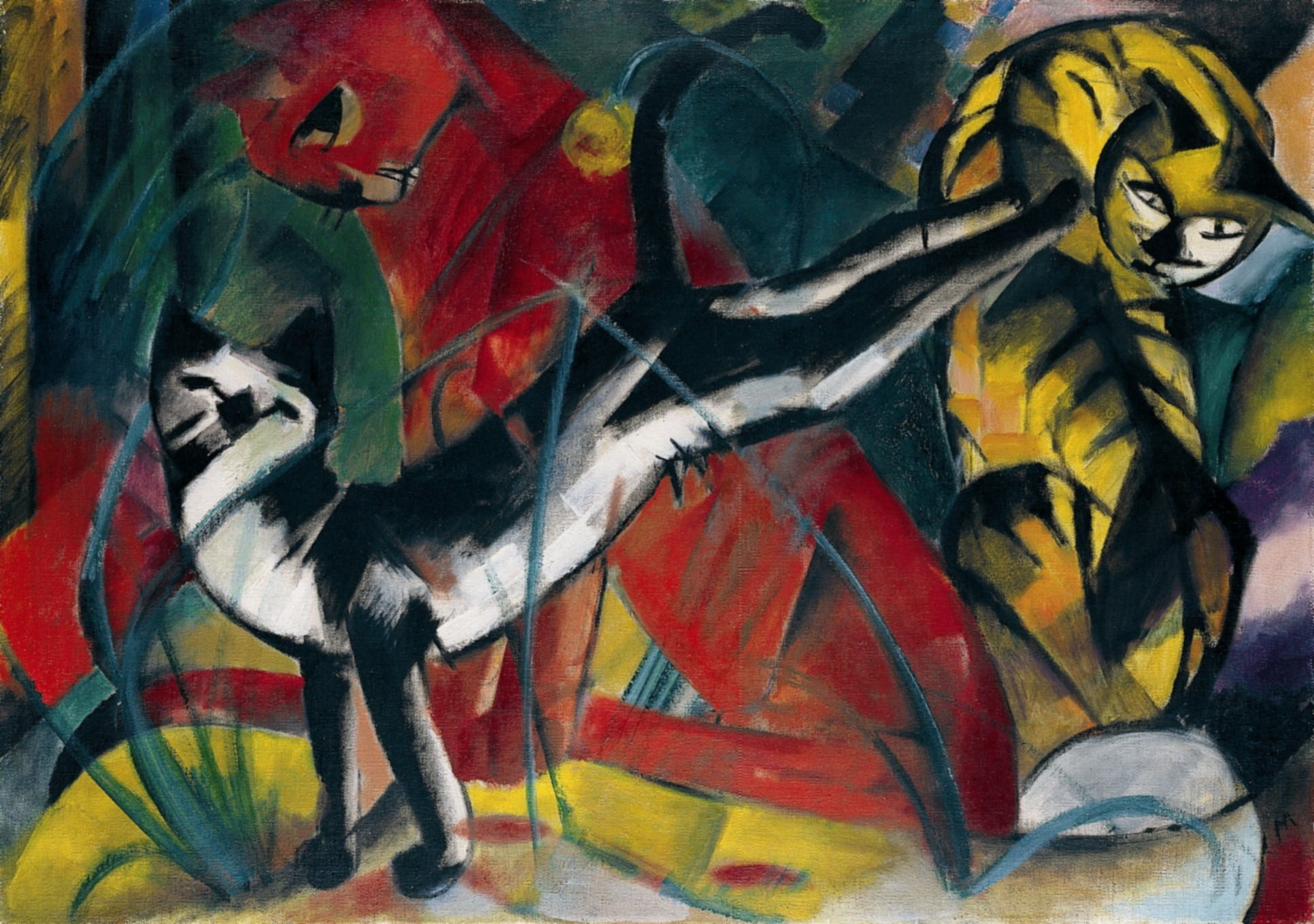
Drei Katzen, Franz Marc, ca. 1913

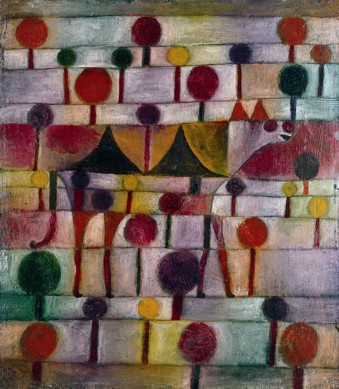
Kamel in rhythmischer Baumlandschaft, Paul Klee, 1920

De collectie omvat een unieke keuze van werken uit de 20ste en 21ste eeuw. Tot de hoogtepunten behoren werken van het Duitse expressionisme en schilderijen van onder meer Pablo Picasso, Wassily Kandinsky en Jackson Pollock, maar ook installaties van Joseph Beuys en Nam June Paik. Behalve deze werken, die al lang tot de iconen van de kunstgeschiedenis behoren, bevinden zich in de verzameling ook andere belangrijke werken uit de periode van de klassieke moderne kunst. Verder is de naoorlogse Amerikaanse kunst op hoog niveau vertegenwoordigd en bevinden zich beduidende ruimte-installaties, foto’s en ook film- en videokunst van hedendaagse kunstenaars in de collectie. Kunstcritici noemen de verzameling vanwege de hoge kwaliteit van de afzonderlijke werken weleens het „heimelijke nationale museum“.
Het zwaartepunt van de collectie wordt gevormd door de klassieke moderne kunst. Uit de tijd voor 1945 zijn fauvisme, expressionisme, pittura metafysica, kubisme, Der Blaue Reiter, dadaïsme en surrealisme vertegenwoordigd. Van Paul Klee omvat de collectie bijna honderd werken. Aanvankelijk werd in 1960 met de aankoop door de deelstaat Noordrijn-Westfalen van 88 schilderijen en werken op papier van Paul Klee voor 6 miljoen DM de basis gelegd voor de Kunstsammlung Nordrhein-Westfalen. Dit bedrag leek destijds erg hoog, maar achteraf bezien was deze aankoop bijzonder gunstig. De werken waren oorspronkelijk in het bezit van een particuliere verzamelaar uit Pittsburgh.
Tot werkgroepen van afzonderlijke kunstenaar behoren twaalf werken van Pablo Picasso uit vrijwel al zijn verschillende stijlperiodes. Het kubisme vorm met werken van onder anderen Pablo Picasso, Fernand Léger, Juan Gris en Georges Braque een belangrijk onderdeel van de collectie.
Kunst na 1945 is vooral vertegenwoordigd door ca. 40 werken van Amerikaanse kunstenaars, waaronder Mark Rothko, Robert Rauschenberg, Andy Warhol, Donald Judd en Jackson Pollock. Het monumentale werk Number 32 uit 1950 is een van de weinige muurvullende „drip paintings“ van laatstgenoemde kunstenaar. Het wordt tot de belangrijkste werken van het abstracte expressionisme gerekend. Van Robert Rauschenberg bezit de Kunstsammlung het werk Wager uit 1957, dat een van de grootste en meest complexe van zijn „combine paintings“ is.
De Europese naoorlogse kunst is onder andere vertegenwoordigd door Markus Lüpertz, Per Kirkeby, Gerhard Richter, Imi Knoebel en Joseph Beuys. Van laatstgenoemde kon in 1992 het late werk Palazzo Regale worden aangekocht; daar kwamen nog zestig andere werken van hem bij uit de voormalige particuliere collectie van Günter Ulbricht uit Düsseldorf.
Ruimteïnstallaties en zalen met elk het werk van afzonderlijke kunstenaars behoren tot de belangrijkste onderdelen van de Kunstsammlung, die al sinds enkele jaren stelselmatig wordt uitgebreid, bijvoorbeeld met werk van Marcel Broodthaers. De Duitse fotografie is vertegenwoordigd door Bernd en Hilla Becher en andere kunstenaars van de "Düsseldorfer Fotoschule". Op het gebied van de nieuwe media, film en video, wordt de collectie voortdurend aangevuld en omvat tot nu toe ongeveer negentig werken.
In 2005 kon de 150 werken omvattende particuliere verzameling van Simone en Heinz Ackermans door de deelstaat worden aangekocht, nadat afzonderlijke werken daaruit al in de jaren 2002 tot 2005 in "K21" tentoongesteld waren geweest. De Sammlung Ackermans omvat vooral internationale hedendaagse kunst vanaf de jaren ’80, met name figuratieve sculptuur, fotografie, installaties en film- en videokunst.
Medio 2013 installeerde Tomás Saraceno onder de doorzichtige  koepel van "K21 Ständehaus" een immens groot stalen netwerk genoemd In Orbit. Dit is een installatie die door bezoekers als spin in een web tot eind 2015 kan betreden worden. Het is sindsdien een publiekstrekker.
Begin 2014 verwierf de deelstaat Noordrijn-Westfalen voor een ongekend bedrag de zogenoemde Sammlung Fischer van het Düsseldorfse kunstverzamelaarsechtpaar Dorothee en Konrad Fischer. De collectie omvat 250 werken van 35 kunstenaars en werd ondergebracht in de Kunstsammlung Nordrhein-Westfalen. Het museumbezit wordt daardoor verrijkt met Amerikaanse naoorlogse beeldende kunst, meer bepaald conceptkunst en minimal art. Deze collectie was in het najaar 2016 te zien in K20 Grabbeplatz met de tentoonstelling Wolke und Kristall.

## Vriendenkring

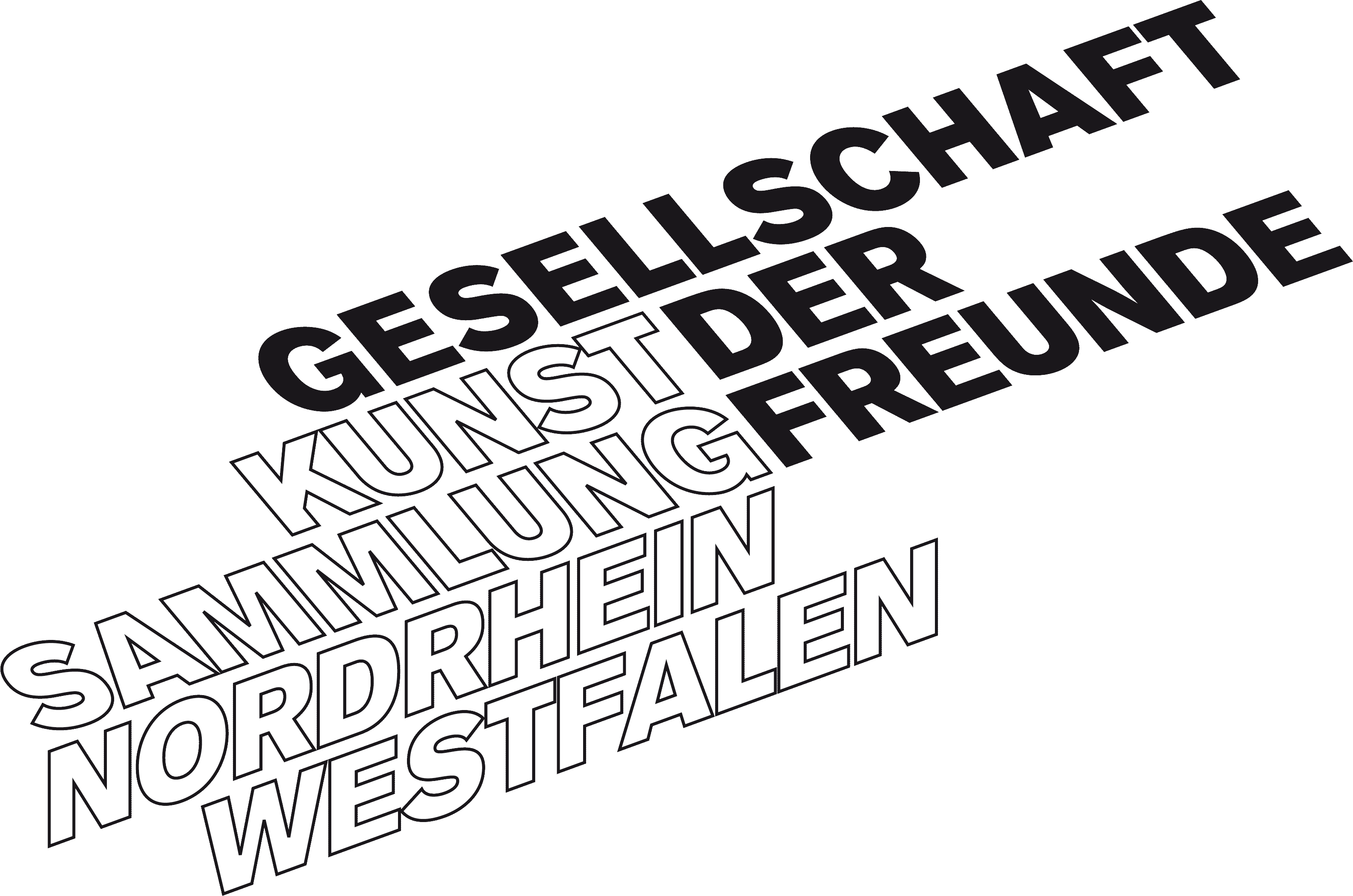
Logo Gesellschaft der Freunde

De vriendenkring met de naam Gesellschaft der Freunde der Kunstsammlung Nordrhein-Westfalen e.V. begeleidt de Kunstsammlung al sinds 1968. De taken van de vereniging zijn in de statuten vastgelegd: ideële en materiële ondersteuning van de Kunstsammlung Nordrhein-Westfalen. Daarbij staat het aankopen van kunstwerken voorop. Dankzij deze vriendenkring konden in de loop van de jaren dan ook vele eigenlijk onrealistische wensen van de Kunstsammlung worden vervuld.
Om haar taken ook nu er sprake is van drie gebouwen – K20, K21 en het Schmela-Haus – naar behoren te kunnen vervullen moet het aantal „vrienden“, die bereid zijn om dit internationaal in hoog aanzien staande museum voor moderne kunst zowel ideëel als ook materieel te ondersteunen, voortdurend groeien.

## Bibliotheek
K20 beschikt over een voor het publiek toegankelijke bibliotheek met boeken over de kunst van de 20ste en 21ste eeuw. Deze omvat meer dan 100.000 titels, die ter plaatse kunnen worden geraadpleegd. Het gaat daarbij om kunstenaarsmonografieën, naslagwerken, tentoonstellingscatalogi, tijdschriften en bulletins, maar ook om audiovisuele media zoals video’s en cd’s. De bibliotheek draagt sinds de dood van de eerste directeur, Werner Schmalenbach, diens naam.

## Kraftwerk
In januari 2013 trad de Düsseldorfse groep Kraftwerk acht avonden achtereen op in de Grabbe-Halle van de Kunstsammlung. Op de avonden van de 18e en 19e januari werden elk twee optredens gegeven. Het ging om tien 3D-concerten, waarbij de achtergrondprojecties tijdens het optreden via rood/groen brilletjes, die aan elke bezoeker werden uitgedeeld, in 3D konden worden bekeken. De concertreeks betrof een ronde in de Katalog-serie, waarbij elke avond in het teken stond van een van de acht albums die de band heeft uitgebracht. Elk concert begon daarbij met een integrale live-weergave van een van de albums, aangevuld meteen aantal andere nummers. Bij elk concert waren circa 1200 betalende bezoekers aanwezig. Gelijktijdig met de concertreeks was er in het NRW-forum een tentoonstelling van foto's en objecten rond het Roboter-thema van het Kraftwerk-album Die Mensch-Machine.

## Bronverwijzing
1. ↑  Ingeborg Wiensowski: Die heimliche Nationalgalerie (online-portaal van DER SPIEGEL van 6 juli 2010, gelezen op 30 juni 2011)
2. ↑  Installatie In Orbit van Tomás Saraceno. Gearchiveerd op 30 maart 2023.
3. ↑  Tentoonstelling Wolke und Kristall